# Avenue Joseph Rutten
L'avenue Joseph Rutten (en néerlandais: Joseph Ruttenlaan) est une avenue bruxelloise de la commune de Woluwe-Saint-Pierre qui va du Parvis Sainte-Alix à l'avenue Van Combrugghe sur une longueur totale de 65 mètres.

## Historique et description
Le nom de la rue vient du soldat du 8e Régiment de Ligne, 9e compagnie Joseph Marie Auguste Rutten, né le 17 juin 1911 à Woluwe-Saint-Lambert et tué à Lummen le 12 mai 1940 lors de la Campagne des 18 jours, seconde guerre mondiale. Il était domicilié dans la commune de Woluwe-Saint-Pierre.